# Larainae
Larainae (лат.) — подсемейство жуков из семейства речников.

## Описание
Чёрные или темно-коричневые жуки длиной тела от 2—11 мм. Первые членики усиков, ротовые органы и ноги обычно светлее тела. Взрослые личинки от светло-желтовато-коричневой до чёрной окраски длиной до 16 мм. Тело личинки в поперечном сечении почти треугольной формы. Яйца округлые диаметром 0,3—0,45 с сетчатой поверхностью.

## Экология
Имаго обитают в проточной воде, некоторые (Phanocerus и Pharceonus) встречаются над уровнем воды в прибрежной зоне на поверхностях скал, упавших стволов и ветвей деревьев. Продолжительность жизни имаго около 90 дней.

## Классификация
Подсемейство объединяет около 130 видов в 26 родах
- Disersus Sharp, 1882
- Dryopomorphus Hinton, 1936
- Hexanchorus Sharp, 1882
- Hispaniolara Brown, 1981
- Hydora Broun, 1882
- Hydrethus Fairmaire, 1889
- Jaechomorphus Kodada, 1993;
- Laorina Jäch, 1997
- Lara LeConte 1852
- Microlara Jäch, 1993
- Neblirtagena Spangler, 1985
- Omotonus Deleve, 1963
- Ovolara Brown, 1981
- Parapotamophilus Brown, 1981
- Phanocerus Sharp, 1882
- Pharceonus Spangler & Santiago, 1992
- Potamocares Grouvelle, 1920
- Potamodytes Grouvelle, 1896
- Potamogethes Deleve, 1963
- Potamolatres Deleve, 1963
- Potamophilinus Grouvelle, 1896
- Potamophilops Grouvelle, 1896
- Potamophilus Germar, 1811
- Pseudodisersus Brown, 1981
- Roraima Kodada & Jäch, 1999
- Stetholus Carter & Zeck, 1929

## Распространение
Представители подсемейства встречаются во всех биографических регионах. Максимальное видовое разнообразие характерно для Афротропики и Неотропники. В Палеарктике отмечено шесть видов, а Неарктике только два вида.

## Палеонтология
В 2018 году из бирманского янтаря (99 млн лет) описан род Cretohypsilara с единственным видом Cretohypsilara parva, предположительно относящийся к этому подсемейству.